# Спленио-таламическая артерия
Парные (правая и левая) спленио-таламические артерии (лат. arteriae splenio-thalamicae dextra et sinistra) — это небольшие артерии, кровоснабжающие переднюю часть соответствующей половинки таламуса, а также валик мозолистого тела. Они являются ответвлениями задней мозговой артерии.